# Жерновицы
Жерновицы — деревня в Чагодощенском районе Вологодской области.
Входит в состав Покровского сельского поселения, с точки зрения административно-территориального деления — в Покровский сельсовет.
Расстояние по автодороге до районного центра Чагоды — 62 км, до центра муниципального образования села Покровское — 12 км. Ближайшие населённые пункты — Гречнево, Дуброва, Селище.
По переписи 2002 года население — 1 человек.

## История

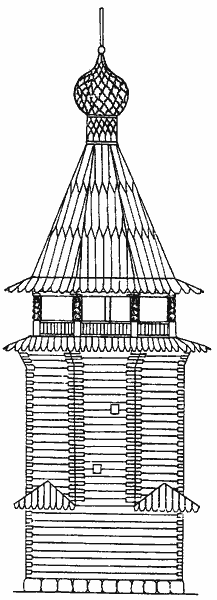
Колокольня Жерновской церкви. Реконструкция. Художник О. А. Гусев.

Первоначально деревня именовалась как "выставка Жерновки".
На территории деревни находится Жерновская Николаевская церковь, построенная в 1771 году по одним данным, или же в 1778 году — по другим. Сгорела в 1927 году. Сохранилась лишь колокольня.